# Edward Michael Egan
Edward Michael Egan, ameriški duhovnik, škof in kardinal, * 2. april 1932, Oak Park, Illinois, Združene države Amerike, † 5. marec 2015, New York.

## Življenjepis
15. decembra 1957 je prejel duhovniško posvečenje.
1. aprila 1985 je bil imenovan za pomožnega škofa New Yorka in za naslovnega škofa Alleghenyja; 22. maja istega leta je prejel škofovsko posvečenje.
5. novembra 1988 je postal škof Bridgeporta (ustoličen 14. decembra istega leta) in 11. maja 2000 nadškof New Yorka (ustoličen 19. junija istega leta).
21. februarja 2001 je bil povzdignjen v kardinala in imenovan za kardinal-duhovnika Ss. Giovanni e Paolo.
Upokojen je bil leta 2009, ko ga je nasledil Timothy Michael Dolan.